# Urmia
|  | Per a altres significats, vegeu «Urmia (desambiguació)». |

Urmia (també Uromieh, Uromiyeh, Oroomieh, Orumiyeh o Orumiye; persa: ارومیه, Àzeri: Urmu, اورمو), anteriorment entre 1935-1979 Rezaieh o Rezaiyeh (رضائیه) és una ciutat de l'Azerbaidjan Meridional, capital de l'Azerbaidjan Occidental (Iran), a la costa oest del llac Urmia. Té una població d'uns 600.000 habitants; al cens de 2006 la població era de 577.307 habitants i al cens del 1996 era de 435.200 habitants. Té una universitat amb un col·legi d'agricultura.

## Història

### Història antiga
El nom Urmia és d'origen arameu i li fou donat pels assiris i voldria dir "Forca d'aigua". Les restes més antigues de vi es van descobrir a Urmia. El regne de Manna era a la zona però els seus límits no es coneixen. Després del 714 aC hauria estat dins l'esfera d'influència assíria. Va pertànyer a l'Imperi Mede, als perses aquemènides, a Alexandre el Gran, al regne d'Armènia (en armeni es va dir Vormi o Ormi).

### Domini àrab
Tradicionalment es diu que la regió fou conquerida per Sadaka ibn Ali, un client dels azdites, que hi va construir diverses fortaleses (meitat del segle VII); una altra versió diu que fou conquerida per Utba ibn Farkad, enviat pel califa Umar ibn al-Khattab a conquerir la regió de Mossul després de 640.

### Musafírides i rawwàdides
Al segle VIII s'hi va establir un emir que tenia la capital a Her o a Zarehavan. Daysam, un cap kurd líder dels kharigites, va dominar l'Azerbaidjan però fou traït pel seu ministre Abul Kasim Ali ben Djafar, que es va aliar amb el musafírida Marzuban ibn Muhammad ibn Musafir (que com ell era batinita, una branca ismaïlita i governava terres a l'Azerbaidjan i Armènia) germà de Wahsudan ibn Muhammad ibn Musafir, senyor del Tarum (amb Shamiran). Marzuban es va apoderar de Tauris (Tabriz) i Ardabil i finalment va obligar a Daysam a rendir-se (va rebre un petit feu al Tarum). Marzuban va estendre el seu domini cap al nord, fins a Derbent incloent l'Arran.
Aprofitant diverses lluites, Daysam va ocupar Ardabil, i Wahsudan li va reconèixer i va buscar la seva aliança, però Daysam fou derrotat pel general buwàyhida Abd al-Razzak (antic governador samànida de Tus, ara al servei dels buwàyhides), el qual això no obstant, disgustat per les intrigues contínues, es va retirar a Rayy, amb lo que Daysam va poder recuperar Ardabil; però llavors fou atacat pel seu aliat Wahsudan, que va enviar contra ell a Ali ben Mishki, i va haver de fugir a territori dels Arzerunis de Baspracània. El 953 Marzuban, que el 947 havia caigut presoner dels buwàyhides, es va escapar de la presó i va recuperar tot els seus dominis gràcies al suport dels caps militars. El 953 s'esmenta com a senyor d'Urmia a Djustan ibn Sharmazan, un partidari del kurd Daysam; aquest el 955, després de peregrinar a Mossul, Bagdad i Alep en busca d'ajut, va tornar amb un exèrcit i va ocupar Salmas on va fer la khutba (oració) en non de l'hamdànida Sayf al-Dawla d'Alep. Marzuban va sufocar una revolta a Derbent i va marxar contra ell, que va fugir altra vegada a Baspracània, però fou entregat a Marzuban per orde del rei d'aquest país. El 957 Djustan ibn Marzuban (957-960) va succeir a Marzuban i Djustan ibn Sharmazan que havia reconegut al difunt, va refusar reconèixer al nou emir; va donar suport a Ibrahim ibn Marzuban i va conquerir per a ell la ciutat de Maragha, retornant després a Urmia on va construir una fortalesa i va reforçar les muralles i es va posar al servei del net del califa al-Muktafí, Ishak ben Isa, que s'havia revoltat al Gilan amb el suport dels kurds kahtani i s'havia proclamat califa amb el nom d'al-Mustadjir Billah, però Ibrahim ibn Marzuban i el seu germà Djustan el van derrotar al Mukan (Mughan) amb l'ajut dels kurds hadhbani; llavors Djustan ibn Sharmazan es va posar al servei de Wahsudan ibn Muhammad ibn Musafir, senyor del Tarum (amb centre a Shamiran) i va derrotar Ibrahim apoderant-se de Maragha i des d'aquesta regió fins a Urmia, passant les restes de l'exèrcit derrotat al seu servei; però el 966, mercès a la mediació del buwàyhida Rukn al-Dawla va reconèixer altre cop la sobirania del musafírida Ibrahim ibn Marzuban (962-979).
La regió fou disputada llavors entre el musafírida Abul Haidja ben Ibrahim (979-984), l'emir rawwàdida Abul Haidja de Tabriz, i l'emir Abu Dulaf de Coltene (a l'est de Nakhichevan); el rawwàdida es va apoderar de Coltene i Dvin i es va autoproclamar ostikan d'Armènia (temps enrere tots els governadors de l'Azerbaidjan portaven també el títol d'ostikans d'Armènia) i va demanar el tribut als prínceps armenis. El 988 l'emir d'Her (Khoy) fou assassinat quan travessava Baspracània durant un viatge, segons els historiadors armenis perquè havia segrestat dos infants cristians. El pare de l'emir assassinat va cridar Abul Haidja (al qual va oferir cedir l'emirat) i el rawwàdida va tornar a Baspracània on ara regnava Gurguèn-Khatshik, però va morir durant la invasió i el seu fill i successor Mamlam ibn Abul Haidja va signar un tractat de pau amb Simbaci II (rei d'Armènia a Ani del 977 al 989). Abu Dulaf de Coltene, el vell rival de l'emir difunt, va recuperar Dvin. Urmia estava en aquest temps sota control dels kurds Hadhbani.
En aquest temps (fins al segle X) Urmia s'esmenta pels geògrafs com la tercera vila de l'Azerbaidjan, després d'Ardabil i Maragha, i diuen que hi abundaven l'aigua, els fruits i les verdures. Al-Mukaddasi la situa a Armènia i dependent generalment de l'emir de Dvin. L'emir rawwàdida Mamlan a morir el 1019 i el va succeir el seu fill Sayf al-Dawla wa-Sharaf al-Milla Abu Mansur Wahsudan ibn Mamlan ibn Abul Haidja que aviat va haver de lluitar contra els turcs oghuz. El 1029 governava a Urmia un tal Abu l-Haydja ibn Rabib al-Dawla, xeic dels hadhbanis, la mare del qual era germana del príncep de Tabriz Sayf al-Dawla wa-Sharaf al-Milla Abu Mansur Wahsudan, el qual es vantava abans del 1041 d'haver exterminat prop d'un pont a 25.000 ghuz (dels 30.000 que havien envaït l'Azerbaidjan).

### Seljúcides, ildegízides i xas de Coràsmia
Finalment l'emir rawwàdida es va sotmetre a Toghril Beg I el 1054, i el 1058, a la mort de l'emir, el sultà seljúcida va permetre la successió del seu fill Mamlan ibn Wahsudan; el gener de 1063 Toghrul Beg va passar per Urmia. Alp Arslan el va deposar el 1071 i va annexionar els territoris al sultanat gran seljúcida.
El sultà Masud ibn Muhàmmad (1134–1152) es va revoltar el 1131 o 1132 i va anar de l'Iraq a l'Azerbaidjan; a Urmia es va trobar que s'havia fortificat l'amir Hadjib Tatar, però es va sotmetre a Masud que el 1134 fou reconegut sultà. El 1149 Urmia apareix en mans de Malik Muhammad ibn Mahmud in Muhammad, nebot del sultà i marit de la seva filla. Toghrul III ibn Arslan Shah (1174–1194) es va enfrontar al seu oncle l'ildegízida Kizil Arslan Uthman; Toghril III va derrotar els aliats abbàssides de Kizil Arslan però aquest s'acostava per l'altre costat, mentre el califa preparava un nou exèrcit i Toghrul va retornar a Hamadan; llavors va fer executar a alguns dels seus partidaris per causes no aclarides; això li va costar el suport d'una part dels seus. Així el 1189 Kizil Arslan va poder ocupar Hamadan i enderrocar a Toghrul amb certa facilitat i Toghrul va fugir a les regions d'Urmiya, Khoy i Salmas que va assolar mentre intentava recuperar el favor del califa; amb el suport de l'amir Hasan ibn Kifdjak va assetjar Urmia (1189) i la va ocupar a l'assalt, i després la va destruir; va demanar ajut a diversos prínceps, com l'aiubita Saladí, però no va aconseguir res i finalment es va rendir a Kizil Arslan que el va enviar presoner al castell de Kahran prop de Tabriz (1190)
El 1205/1206 l'atabeg de Tabriz, Nusrat al-Din Abu Bakr (1195-1210) va cedir Ushnu i Urmia a l'atabeg ahmadílida de Maragha Ala al-Din Karba Arslan, per compensar-li la pèrdua de la mateixa Maragha. Ala al-Din va morir el 1207/1208 i després del breu govern d'un fill menor d'edat sota un atabeg lleial, a la mort del menor el 1208/1209 el feu va passar a Nusrat al-Din Abu Bakr, deixant als ahmadilis (o ahmadílides) només Ruyindiz, on el atabeg s'havia retirat amb els tresors, continuant en línia femenina en la persona de Salafa Khatun, segurament neta (filla segons alguns) d'Ala al-Din Karba, que es va casar amb el sord i mut Kizil Arslan Malik-i Kamus (o Malik al-Khamush = "el rei silenciós"), fill sord i mut de l'ildigízida Muzaffar al-Din Uzbeg ibn Pahlawan, enllaç que segurament va comportar el domini de Ruyindiz i algunes viles (Urmia, Salmas i Khoy) pels dos esposos. El 1220 la va visitar Yakut i diu que hi havia molta inseguretat a causa de la feblesa del seu sobirà l'ildegízida Muzaffar al-Din Uzbeg. El 1221 els mongols van arribar a la regió i Salafa Khatun es va refugiar al castell de Ruyindiz i es va lliurar de les massacres mongoles, i a la retirada dels mongols va quedar en possessió de la zona amb el seu marit. El 1224 Djalal al-Din Manguberti va anar des de Dakuka, i fou reconegut sense oposició a Maragha i altres llocs; els habitants es queixaven d'estar oprimits i sotmesos a les incursions dels georgians. Djalal al-Din va intentar millorar la situació de la regió. El 1125 Uzbeg va cedir l'Azerbaidjan a Djalal al-Din i el seu fill i hereu Khamush o Kamus es va posar al servei del xa de Coràsmia; en aquest any els generals georgians Shalwa i Iwane van atacar la regió però foren derrotats i fets presoners a la batalla de Karbi. El 1226 Salafa Khatun va repudiar al seu marit i es va oposar al xa de Coràsmia. Aquest va enviar al seu general Sharaf al-mulk, a conquerir Ruyindiz; el general va assetjar la fortalesa i Salafa va negociar el seu enllaç amb el general, però abans de la cerimònia va aparèixer sobtadament el mateix xa de Coràsmia Djalal al-Din Manguberti, el qual la va fer la seva dona i va nomenar un governador de la seva confiança pel castell, de nom Sad al-Din. Sota domini del xa de Coràsmia Djalal al-Din Manguberti, Urmia, Salmas i Khoy foren el feu personal de la seva esposa, la princesa seljúcida Salafa Khatun. Mentre els turcmans Iwai es van apoderar d'Urmia; se sap que foren derrotats per tropes enviades per Djalal al-Din però no s'esmenta l'any. Els georgians Shalwa i Iwane van passar al servei del xa de Coràsmia i per un temps van governar a Ushnu, Urmia, Marand i Salmas. El 1230 a 1231 Djalal al-Din, pressionat pels mongols, va passar l'hivern a la regió d'Urmiya-Ushnu.

### Mongols, il-kànides, cobànides i jalayírides
Després va passar als mongols i als il-kànides fins al 1335. La van disputar llavors cobànides i jalayírides.

### Timúrides i safàvides
Segons la crònica local Tamerlà la va donar en feu al cap tribal Gurgin beg dels Afshar que es va establir a la fortalesa de Torpakh (Toprak Kala) a un parell de km d'Urmia. En canvi la Zafer-nama esmenta com a governador a un tal Tizak els drets del qual haurien estat confirmats per Tamerlà el 1387. Va restar sota sobirania timúrida un temps fins que va passar als kara koyunlu i després als ak koyunlu. Vers el 1499 va passar als safàvides. Sota el xa Tahmasp I els grans amirs governaven a Urmia mentre el cap tribal kurd Kara Tadj dels Bradost governava als districtes de Targavar i Margavar. El 1603 el xa Abbas I el Gran, per recompensar la lleialtat del xeic dels Bradost Amir Khan, que no s'havia sotmès als otomans, li va donar en feu Urmia i Ushnu; més tard però Amir Khan va esdevenir sospitós pels perses. El 1639 el sultà el sultà Murat IV va fer executar al Diyar Bakr al xeic Mahmud d'Urmia, que tenia uns 35.000 homes en armes.
Evliya Çelebi va passar per Urmia el 1655 i en va deixcar una descripció detallada però confusa; la població tenia 60 barris i seis mil cases i la guarnició la formaven 4.000 homes amb 310 canons, manats per un kan. A l'inici del segle xviii la tribu turca dels afshars s'havia instal·lat a les planes; els seus xeics van portar el títol de beglerbegi i lluitaven sovint contra els seus veïns; van arribar a fer expedicions a l'est del llac Urmia. A la campanya de 1724 els otomans van enviar als Kurds Hakkâri contra els afshar que amenaçaven l'aprovisionament de l'exèrcit turc. El 1725 els otomans van organitzar l'administració del territori i el kanat d'Urmia fou reconegut hereditari a la família Kasimlu que podrien pertànyer a la tribu afshar tot i que no s'ha pogut determinar amb seguretat. El 1729 Nadir Shah va recuperar Maragha, Urmia, Sawdjbulak i Dimdim, però el 1731 els otomans tornaven a dominar al regió d'Urmiya i els paixes Hekim-oghlu Ali i Rustam van entrar a Urmia (ciutat) després d'una resistència que va durar un mes. Urmia fou concedida al cap dels hakkaris Binanishin. Però després del tractat de 1736 els otomans van perdre altre cop la regió.

### Afxàrides, Azad Khan, zand i qajars
Després de la mort de Nadir Shah el 1747, el va succeir Adel Shah Afshar que va enviar al seu germà Ibrahim com a governador de l'Azerbaidjan. Quan Adel Shah va anar finalment a la zona occidental, Ibrahim no el va reconèixer, i el va haver de combatre. La batalla tingué lloc entre Sultaniyya i Zandjan el juny de 1748 i els homes d'Adel Shah es van canviar de bàndol i Ibrahim va obtenir així la victòria. Entregat al seu germà, Adel fou cegat. Ibrahim va entrar a Tabriz el 8 de desembre de 1748 i fou proclamat xa (Ibrahim Xah) però no fou reconegut al Khorasan on una junta militar amb turcs i kurds va proclamar xa a Shahrokh (1 d'octubre de 1748). Ibrahim va decidir atacar-lo (primavera del 1749) però el seu exèrcit es va dissoldre abans de la batalla. Ibrahim fou fet presoner i cegat i junt amb Adel Shah fou portat encadenat a Mashad on va morir en arribar (Adel fou executat).
Un dels seus generals, Azad Khan Afgan, amb una força de 15.000 homes, es va retirar llavors a Shahrazur i es va posar al servei del governador local kurd Khalid Paixà; aprofitant les lluites entre els afxàrides va entrar al servei de Naki Khan Kasemu Afshar al que va ajudar a expulsar al seu germà Mahdi Khan de Tabriz; va fer noves aliances amb caps kurds i turcs locals entre els quals Fath Ali Khan Afshar Kasimlu, kan d'Urmia, i finalment es va sotmetre a Irakli, regent de Kartli i rei de Kakhètia (en persa Gorjestan) amb la filla del qual es va casar el 1752; llavors va passar a controlar el territori entre Ardabil i Urmia; el poder del regent li va permetre estendre el seu poder cap al nord del riu Aras (Araxes), i la primavera del 1753 va aprofitar per incorporar les províncies centrals de les muntanyes dels Zagros; havia esdevingut prou poderós com per ser sol·licitat pel cap dels bakhtiyaris, Ali Mardan Khan, que amb els seus aliats, avançaven des de Bagdad amb un pretendent safàvida, i es van establir a Siraz. Azad va ajudar a Ali Mardan a conquerir Kermansah que dominava el regent de l'Iran occidental Karim Khan Zand, però les seves forces van arribar massa tard i Ali Mardan fou derrotat per Karim. Finalment aquest va perseguir als atacants i va acabar derrotat. Azad va aprofitar aquell moment per apoderar-se amb un estratagema de la fortalesa Zand de Pari (prop de Malayir) fent presoner a 17 kans zand i 50 dones i criatures inclosa la mare de Karim Khan; els captius foren portats a Urmia. Pel camí els captius van subornar als guardians i van fugir reunint-se amb Karim a Burudjerd.
A la primavera del 1754 Azad Khan Afgan i el seu aliat Fath Ali Khan Afshar, kan d'Urmia, van expulsar a Karim Khan dels seus quarters d'hivern a Kumesha i es van apoderar de Siraz, empenyent-lo cap a Kazerun; amb el suport d'un cap local, Rustam Khan Keshti, els zand van fer caure a Fath Ali Khan en una emboscada al congost de Kamarej, i el van derrotar, i Siraz va retornar als zand el 29 de novembre de 1754. A partir d'aquí Azad va començar a perdre terreny; fou expulsat d'Esfahan pels qajars (1755) i després de derrotar Azad a Gilan, 1755/1756, Muhammad Hasan Khan qajar va ocupar també Urmia. El 1756 Azad va aprofitar que els qajar foren rebutjats en el seu setge de Siraz per recuperar Esfahan i Urmia i va perseguir als qajars en retirada cap a la costa Càspia; però en un atac sorpresa a Rasht, l'hivern del 1756-1757, el qajar Muhammad Hasan Khan va derrotar Azad i seguidament el va expulsar de l'Azerbaidjan; primer el qajar va ocupar Tabriz i després d'una batalla sagnant el juny de 1757 Fath Ali Khan d'Urmia es va sotmetre a Muhammad Hasan i va obrir les portes d'Urmia, i Azad va fugir amb els seus cap a Bagdad; a la mort de Muhammad Hasan el 1759, Fath Ali Khan es va revoltar i des de la seva seu d'Urmia es va apoderar de Maragha i Tabriz però a l'hivern del 1759 al 1760 fou assetjat en aquesta darrera ciutat per Karim Khan Zand i el 1760 tot l'Azerbaidjan estava en mans de Karim. Urmia fou conquerida després d'un setge de set mesos.
Després de l'enfonsament de la Dinastia Zand a partir del 1790 els Afshar Kasimlu d'Urmia, els Shakak de Sarab i els Dumbuli de Khoy va formar una aliança contra els qajars però foren derrotats. Fath Ali Khan va fer matar Muhammad Kuli Khan de Bakú el 1792 però es va casar amb la germana del seu successor Husayn Kuli Khan Afshar, els fills del qual van esdevenir els primers governants d'Urmia nomenats pels qajars. El 1828 Urmia fou ocupada uns quants mesos pels russos durant la guerra Russo-persa; el governador persa Malik Kasim Mirza estava absent i la ciutat era governada per Nadjaf Kuli Khan Afshar amb títol de beglerbegi.

### Període 1880 a 1922
El 1880 el xeic Ubaydallah de Shamdinan, que va dirigir la gran revolta dels hakkaris, va dominar Hakkari i va envair l'Azerbaidjan en territoris nominalment perses fins al llac Urmia pretenent formar un estat independent. Urmia fou assetjada pels kurds i estava a punt de capitular quan fou salvada per l'arribada del kan de Maku. Ubaydallah fou després derrotat i fet presoner pels otomans, i fou enviat a l'exili a la Meca; el seu fill Muhammad Siddick va ocupar el seu lloc i va esdevenir el personatge més influent del Kurdistan central assegurant-se el control dels xeics rivals i caps tribals, però fou lleial a Turquia.
El domini persa fou precari i l'agost de 1906 fou ocupada pels otomans que al·legaven que la frontera no havia estat mai delimitada; la ciutat mateixa no obstant va quedar en mans de la guarnició persa. A l'inici de la Primera Guerra dels Balcans el 1911 els turcs van evacuar la zona i després dels esdeveniments de Tabriz del desembre d'aquell any, fou ocupada pels russos (1912); durant la I Guerra Mundial russos i otomans la van disputar i va canviar de mans diverses vegades.
A l'enfonsament de l'exèrcit rus a finals del 1917, l'autoritat va passar a mans del Consell dels Assiris (mutwa), els cristians locals; els musulmans d'Urmia foren massacrats el 22 de febrer de 1918; tot seguit, el 25 de febrer de 1918, sota el pretext d'una reunió als efectes de cooperació, Simko arranjava l'assassinat del patriarca nestorià assiri, Mar Shamon (Mar Shimun XXI Benyamin), al que va parar una emboscada amb els seus 150 guàrdies quan Mar Shimon estava entrant al seu carruatge. L'anell patriarcal fou robat en aquest moment i el cos del patriarca només fou recobrat unes hores després. Després de l'assassinat de Mar Shimun, els cristians hakkaris prenien revenja en la població musulmana de Salmas i de la majoria de les poblacions al modern comtat de Salmas, mentre que Simko i els seus homes massacraven cristians a Khoy. Bandolers cristians terroritzaven pel seu costat tant cristians com musulmans. 20.000 armenis procedents de Van van arribar com a refugiats a la zona. Els assiris i turcs van començar a lluitar; les matances dels kurds i turcs van obligar a milers de cristians assiris a fugir com a refugiats cap al sud per posar-se sota protecció britànica; l'èxode amb dones i criatures i amb els ramats es va fer per Sain Kala i Hamadan en mig de combats, i milers de persones hi van deixar la vida fins a poder arribar a Bakuba a l'Iraq. Al sortir els assiris el bisbe catòlic Monsenyor Sontag i el missioner baptista H. Pflaumer foren assassinats a Urmia l'1 d'agost de 1918.
Després de la conquesta d'Urmia, el cap kurd Simko va designar a Teymur Agha Shikak com a governador de la ciutat que estava en ruïnes i quasi despoblada; Simko va aprofitar la presència dels exèrcits rus i turc que creuaven la zona, els russos en retirada i els otomans en direcció al Caucas que van envair, reforçant les seves forces que van adquirir molt d'armament. El 1919 Simko havia organitzat un exèrcit de 20.000 Kurds i va aconseguir establir un petit estat a la Pèrsia nord-occidental centrat a la ciutat d'Urmia (Urmiya) organitzant les seves forces per lluitar amb l'exèrcit persa a la regió i aconseguia expandir l'àrea sota el seu control a ciutats pròximes com Mahabad, Khoy, Miandoab, Maku i Piranshahr en una sèrie de batalles. En la batalla de Gulmakhana, les forces kurdes sota el seu comandament, arrabassaren el control de Gulmakhana i la carretera Urmia-Tabriz a les forces perses. En la batalla de Shakaryazi va morir el comandant de l'exèrcit iranià, Amir Ershad General. En la batalla per la conquesta de Mahabad, Simko mateix manava les seves forces amb l'ajut de Seyyed Taha Shamzini. La batalla més dura fou l'octubre de 1921, i les forces perses foren derrotades i el seu comandant major, Malakzadeh, junt amb 600 gendarmes iranians, van morir. Simko també conqueria Maragha i fomentava la revolta de les tribus lurs de l'Iran occidental. El govern de Teheran intentà arribar a un acord amb Simko sobre la base de l'autonomia kurda limitada. Simko havia organitzat un poderós exèrcit kurd que era molt més fort que les forces governamentals iranianes. Com que el govern central no podria controlar les seves activitats, continuava expandint l'àrea sota el seu control i per 1922, les ciutats de Baneh i Sardasht estaven sota la seva administració. En la batalla de Miandoab, Reza Khan Mirpanj comandant de l'exèrcit iranià, enviava a Khaloo Qurban a aturar l'expansió kurda, però fou derrotat i mort per les forces de Simko el 1922. Finalment, en la batalla de Sari Taj el 1922, les forces de Simko no van poder resistir l'atac de l'exèrcit iranià a la regió de Salmas i foren derrotades i el castell de Chari fou ocupat. Les forces iranianes enviades contra Simko eren 10.000 soldats. Simko i mil dels seus soldats muntats, es refugiaren a Turquia i foren forçats a deposar les seves armes.

### Història moderna
Sota la dinastia Pahlavi, Urmia es va recuperar lentament. Durant la guerra el govern persa havia donat una concessió a la Banca Russa de Descompte i Crèdit, que va construir una via fèrria de Julfa (Djuash) a Tabriz amb un ramal cap a Urmia on va arribar el 1916 i això va accelerar el progres. El 1926 va agafar el nom de رضائیه Rezayeh (Rezaeyeh, Rezā’īyeh, Rezâiyye o Rizāiyeh) en honor de Reza Shah però el 1979 després del triomf de la revolució islàmica, va recuperar el seu nom tradicional d'Urmia. Fou llavors capital d'un comtat (shahrastan) que porta el nom d'Urmia o Orumiyeh de l'ustan o província de l'Azerbaidjan Occidental. Aquest comtat està dividit en cinc bakhsh o districtes: Anzal amb capital a Qushchi, Silvaneh amb capital a Silvaneh, Sumay Baradust amb capital a Sero, Nazlu amb capital a Nushin i Central o Orumiyeh; aquest darrer districte està format pels municipis de Baranduzchay, Baranduzchay Shomali, Baranduzchay Jonubi, Bashqale, Bakshluchay, Torkman, Dol, Rozechay, Nazluchay Jonubi i Urmia/Orumiyeh que és la capital.